# Carletto Manzoni
Carlo (Carletto) Manzoni (Milano, 16 aprile 1909 – Milano, 16 maggio 1975) è stato uno scrittore, giornalista e umorista italiano.

## Biografia
Carletto Manzoni approdò alla scrittura umoristica dopo una breve e poco proficua formazione scolastica e un altrettanto breve apprendistato in uno studio di architettura (in cui probabilmente esercitò anche una certa attitudine per il disegno)  . Romanziere e autore di racconti e di testi teatrali, riversò in tutta la sua produzione una vena umoristica ora ironica, ora surreale, ora parodistica, bersagliando in particolare personaggi e ambienti milanesi. La stessa vocazione alla satira trovò spazio nella collaborazione al bisettimanale umoristico Il Bertoldo, di cui curò anche l'antologia, Gli anni verdi del Bertoldo. Un po' diario un po' antologia di sette anni di umorismo (Milano, Rizzoli,1964). Fu anche una colonna portante del settimanale umoristico Candido, diretto da Giovannino Guareschi.
Sue furono molte vignette che prendevano garbatamente in giro il Presidente della Repubblica Italiana Luigi Einaudi per la sua attività di vinaio; una, la più famosa, lo rappresentava fra due bottiglie di Nebbiolo, prodotto nella sua tenuta di Einaudi a Dogliani. Le vignette come è noto, furono una delle cause delle persecuzioni, giudiziarie e non, subite da Guareschi in quanto direttore responsabile del giornale milanese  .
Carlo Manzoni è inoltre noto per la fortunata serie giallo-comica La suspense del riso, che vede come protagonisti il detective Chico Pipa e il cane poliziotto Gregorio Scarta. Questi testi nascono sulla scia dei romanzi gialloneri alla Mickey Spillane, tutti sesso e violenza, venuti di moda in quegli anni. Manzoni ne dà una parodia ricca di umorismo grottesco con situazioni inverosimili e paradossali. Il modo in cui ribalta ironicamente le gesta di un protagonista macho e smargiasso, fino a rivelarne l'intima fragilità, l'ha fatto paragonare a Fred Buscaglione, con cui Manzoni ha in comune un linguaggio in stile "bulli e pupe".
Suo nipote è il compositore e musicologo Giacomo Manzoni.

## Filmografia

### Cinema
- Ha fatto 13, (1951), soggetto, sceneggiatura e regia
- Per una valigia piena di donne, regia di Renzo Russo (1964), soggetto e sceneggiatura

### Televisione
- Guarda chi si vede!, regia di Vito Molinari (1955)

## Radio
- Pronto chi spara?, regia di Nino Meloni (1960)
- Il Lobbia, rivista a lungo «mitraggio», regia di Nino Meloni, Secondo programma, Compagnia del teatro comico musicale di Roma della RAI, con Pino Locchi e Silvio Noto, musiche composte e dirette da Bruno Canfora, trasmessa il 20 luglio 1960

## Opere letterarie (parziale)

### Narrativa
- Brava gente, 1940
- Noi sfollati, 1947
- Il signor Veneranda, Rizzoli, Milano 1949
- Giochi di società, 1953
- È in casa il signor Brambilla?, 1953
- Cinquanta scontri col signor Veneranda, 1966
- Uno scarafaggio nel piatto, 1970
- L'ITAGLIA, porca miseria!, Milano, Bietti, 1972 (antologia di vignette umoristiche)

### SerieLa suspense del riso
- Ti spacco il muso, bimba!, Milano, Rizzoli, 1959.
- Io, quella la faccio a fette!, Milano, Rizzoli, 1960.
- Che pioggia di sberle, bambola!, Milano, Rizzoli, 1961.
- Un colpo in testa e sei più bella, angelo!, Milano, Rizzoli, 1961.
- Ti svito le tonsille, piccola!, Milano, Rizzoli, 1962.
- Ti faccio un occhio nero e un occhio blu, Milano, Rizzoli, 1962.
- Un calcio di rigor sul tuo bel muso, Milano, Rizzoli, 1963.
- Pancia da schiaffi, Milano, Rizzoli, 1963.
- Ti stiro i connotati, tesoro, Milano, Rizzoli, 1964.
- Con un bacio ti brucio, Milano, Rizzoli, 1968.